# Josef Hlávka
Josef Hlávka (15 de febrero de 1831 – 11 de marzo de 1908) fue un arquitecto, constructor, filántropo checo y fundador de la fundación checa de ciencias y artes más antigua.

## Biografía
Nacido en Bohemia, Checoslovaquia (antiguamente territorio del Imperio Austro-húngaro y más tarde, Alemán) Fue el segundo hijo del alcalde Antonín Hlávka y su esposa, Anna de soltera Stachová, de familia noble. Tras completar su educación secundaria en la Realschule de Praga, estudió ingeniería general y estructural en el Politécnico de Praga (ahora Universidad Técnica Checa ), de 1847 a 1851. Luego pasó tres años estudiando arquitectura en la Academia de Bellas Artes de Viena. A continuación realizó un aprendizaje de albañilería en la empresa contratista, donde se convirtió en director de oficina en 1855. Su primer diseño fue un monumento funerario a la esposa de Schebek.

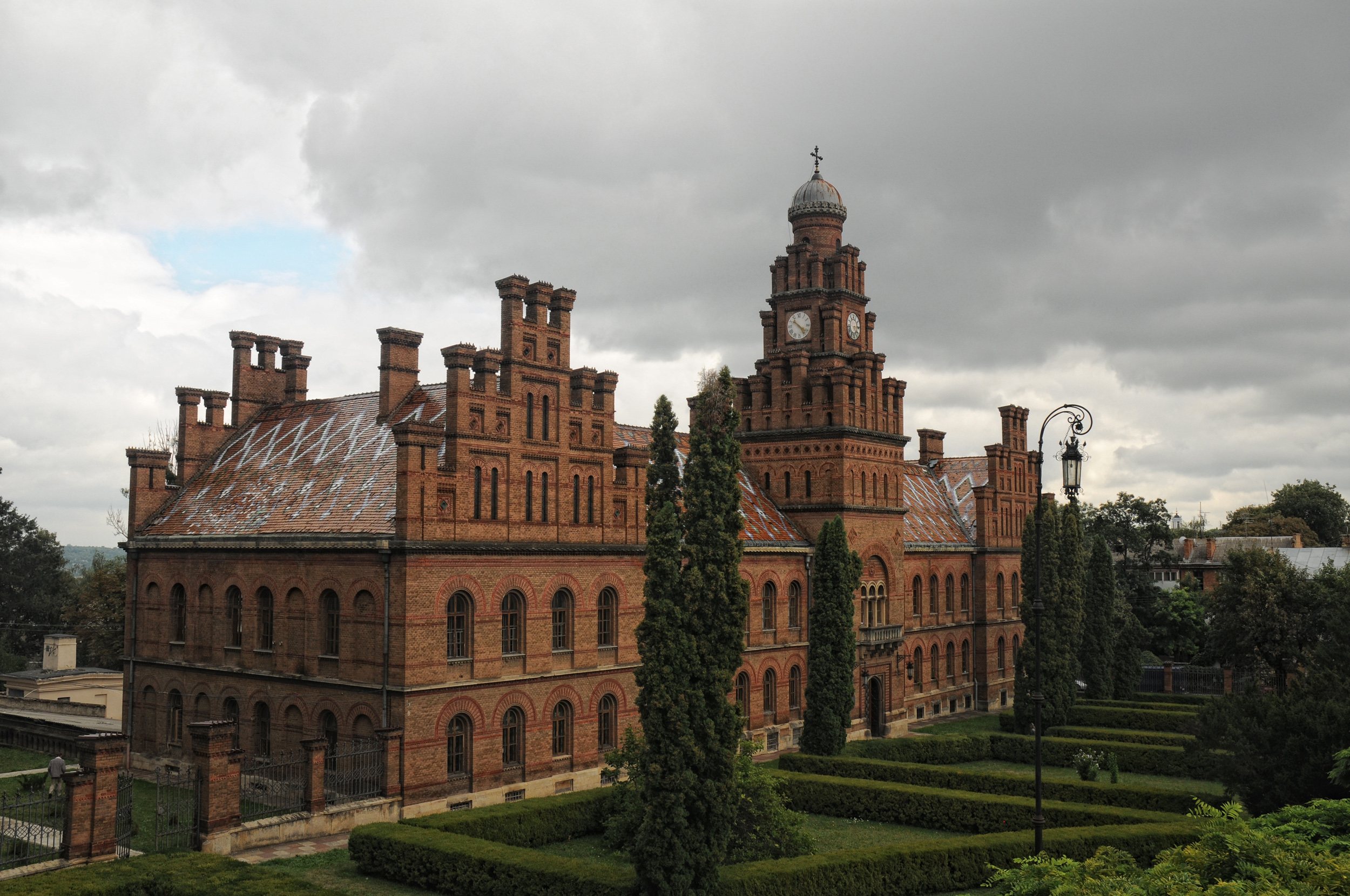
Residencia de metropolitanos bucovinianos y dálmatas, Chernivtsi.

Al año siguiente recibió una beca para un viaje de estudios de tres años por Europa. Después de terminarla, se estableció en Viena. Cuando Schebek se jubiló, dejó su negocio a Hlávka. Un contrato de construcción ejecutado con éxito en la nueva Iglesia Lazarista estableció su reputación. Durante los años siguientes, recibió más de 140 encargos de obras privadas, así como varios proyectos públicos, incluida la Ópera Estatal de Viena . En 1864 inició la construcción de la " Residencia de los metropolitanos de Bucovina y Dálmata " en Czernowitz, que desde entonces ha sido declarada Patrimonio de la Humanidad por la UNESCO .
También se hizo un nombre como conservacionista y fue nombrado conservador de la comisión central austriaca ocupada de los monumentos. En 1866 se convirtió en miembro de la Academia. Sus numerosos compromisos le provocaron una agenda extenuante, tras un ataque de nervios en 1869 y una parálisis progresiva de sus piernas se vio obligado a abandonar su empresa en 1873 y trasladarse a una finca en Luzany, al sur de Pilsen, quedando confinado hasta 1880, esta finca fue originalmente propiedad de su madre y no muy lejos de su lugar de origen.
Atado a su silla de ruedas, se dedicó a promover la ciencia y el arte de su patria checa. En 1880, estaba lo suficientemente recuperado como para reanudar sus obras públicas. Su esposa, Marie, murió de tuberculosis en 1882. Volvió a contraer matrimonio unos años más tarde con Zdenka Havelková, una pianista y cantante que lo ayudó a promover las artes. Su finca, que fue reconstruyendo poco a poco, se convirtió en un popular lugar de encuentro para varios escritores y compositores. Antonín Dvořák era un amigo cercano y compuso su Misa en re mayor para celebrar la inauguración de un nuevo castillo en Lužany. 
A finales de la década de 1880, inició una campaña para establecer una academia de artes y ciencias. Como resultado de esto, y de algunas donaciones sustanciales que hizo, La Academia Checa de Ciencias fue establecida en 1890 y abrió sus puertas en 1891. Originalmente tuvo otros nombres, hasta 1952 en el que se estableció el actual. Hlávka fue su primer presidente. En los años siguientes se convertiría en un generoso donante de varios institutos y fundaciones; particularmente para una residencia de estudiantes para estudiantes superdotados pero de bajos recursos. También se hizo cargo de que se tradujeran por primera vez al checo las obras completas de Shakespeare y apoyó a artistas como el escritor Julius Zeyer o el músico Oskar Nedbal. 
También estuvo involucrado en política; siendo elegido miembro de la Cámara de Diputados del Reichsrat en 1883, en representación del " Národní strana " o el ´´Viejo Partido Checo´´ (oficialmente, el Partido Nacional). Se convirtió en miembro en 1891, designado por el emperador Francisco José I.
No tuvo hijos en ninguno de los dos matrimonios. Cuando Zdenka murió en 1904, donó toda su fortuna para crear la "Fundación Josef, Marie y Zdenka Hlávka". Sobrevivió al régimen comunista, siendo la única fundación precomunista que lo consiguió, y posteriormente al régimen nazi, esta aún se dedica a promover la cultura intelectual del pueblo checo. Con lo cual, hoy en día es la fundación más antigua aún activa de la República Checa. Su muerte se produjo después de una breve enfermedad en 1908 y fue enterrado en una tumba familiar de su misma invención.

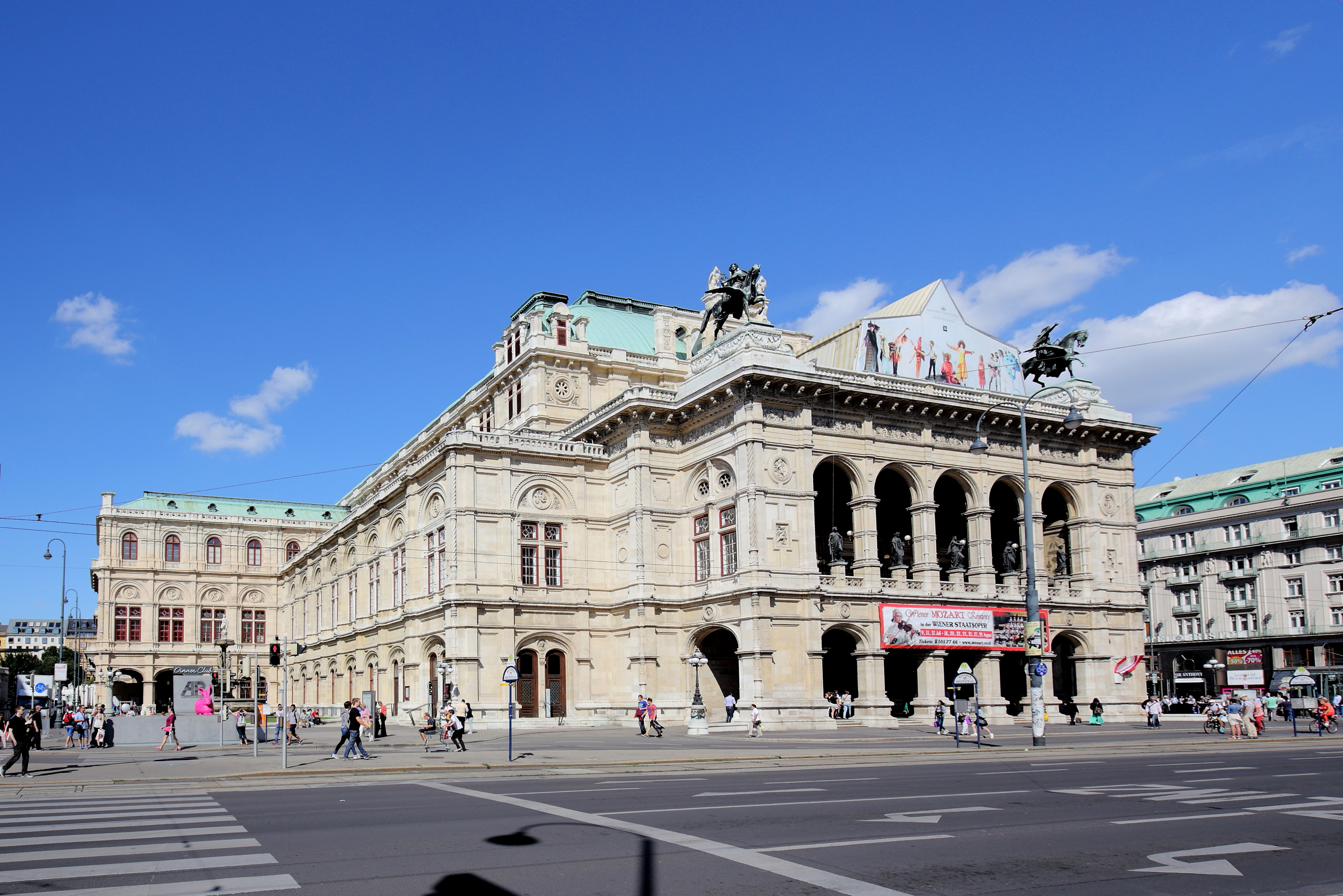
La Ópera Estatal de Viena

1. ↑  Saldova, L., "Poretae vitae Josefa Hlávky – stoletý odkaz mecenáše", ČT24, March 10, 2008.

## Créditos
- Hlávka Josef. En: Österreichisches Biographisches Lexikon 1815–1950 (ÖBL). Volumen 2, Editorial de la Academia Austríaca de Ciencias, Viena 1959, p. 341.
- Josef Hlávka. In: Architektenlexikon Wien 1770–1945. Published by the Vienna Architecture Centre. Vienna 2007.
- Alois Lodr: Josef Hlávka - český architekt, stavitel a mecenáš, Melantrich, Prague, 1988
- Wolfgang Bahr: "Josef Hlávka - ein tschechischer Architekt, Baumeister und Mäzen im alten Österreich", in: Österreich in Geschichte und Literatur, #48, Vol.6, pp. 356–374
- * "Hlávka, Josef", short biography @ the Österreichisches Parlament

- Works by or about Josef Hlávka at Internet Archive
- Hlavka Foundation home page
- Ruth Fraňková: Josef Hlávka: one of the greatest Czech philanthropists, Český rozhlas, 12.3.2008
- Documentary on Hlávka @ YouTube (1991, in Czech, forty minutes)

- Datos: Q695675
- Multimedia: Josef Hlávka / Q695675